# Magnum (säsong 3)
Magnum säsong 3 är den tredje säsongen av den amerikanska TV-serien Magnum från 1982/1983 med Tom Selleck, John Hillerman med flera.

## Index för säsong 3
Siffror inom parentes anger avsnittsnummer räknat från första säsongen.
- Avsnitt 1–2: Did You See the Sun Rise? (41–42; dubbelavsnitt, cirka 1 timme och 33 minuter långt)
- Avsnitt 3: Ki’i’s Don’t Lie (43)
- Avsnitt 4: The Eighth Part of the Village (44)
- Avsnitt 5: Past Tense (45)
- Avsnitt 6: Black on White (46)
- Avsnitt 7: Flashback (47)
- Avsnitt 8: Foiled Again (48)
- Avsnitt 9: Mr. White Death (49)
- Avsnitt 10: Mixed Doubles (50)
- Avsnitt 11: Almost Home (51)
- Avsnitt 12: Heal Thyself (52)
- Avsnitt 13: Of Sound Mind (53)
- Avsnitt 14: The Arrow That Is Not Aimed (54)
- Avsnitt 15: Basket Case (55)
- Avsnitt 16: Birdman of Budapest (56)
- Avsnitt 17: I Do? (57)
- Avsnitt 18: Forty Years from Sand Island (58)
- Avsnitt 19: Legacy from a Friend (59)
- Avsnitt 20: Two Birds of a Feather (60)
- Avsnitt 21: ...By Its Cover (61)
- Avsnitt 22: The Big Blow (62)
- Avsnitt 23: Faith and Begorrah (63)

### Fotnoter
1. ↑  ”Magnum, PI” (på engelska). TV.Com. Arkiverad från originalet den 11 juni 2016. https://web.archive.org/web/20160611044547/http://www.tv.com/shows/magnum-pi/. Läst 17 juni 2016.